# Marcel Vandernotte
Marcel Henri Vandernotte (29. juli 1909 - 15. december 1993) var en fransk roer, født i Nantes.
Vandernotte vandt bronze i firer med styrmand ved OL 1936 i Berlin, sammen med sin bror Fernand Vandernotte, sin nevø Noël Vandernotte (styrmand), Jean Cosmat og Marcel Chauvigné. Der deltog i alt 16 lande i disciplinen, hvor Tyskland og Schweiz vandt henholdsvis guld og sølv foran den franske båd. Han deltog også ved OL 1932 i Los Angeles, hvor han sammen med sin bror Fernand var med i franskmændenes toer uden styrmand.
Vandernotte vandt desuden to EM-medaljer, en sølvmedalje i firer med styrmand ved EM 1934 og en bronzemedalje i toer med styrmand ved EM 1933.

## OL-medaljer
- 1936:  Bronze i firer med styrmand